# Meriones shawi
Meriones shawi (Меріонес Шоу) — вид мишоподібних гризунів родини мишеві (Muridae).

## Поширення
Ендемік Середземноморського регіону. Живе у великій частині Північної Африки, від узбережжя до 500 км вглиб континенту на північному сході Марокко, Алжирі, Тунісі, Лівії та Єгипті (на західному березі Нілу). Цей вид природно асоціюється зі степовим середовищем проживання, хоча також живе на оброблюваних полях. Чисельність населення швидко зростає в хороші періоди дощів.